# Renca
Renca est une commune du Chili, située dans la province et la région métropolitaine de Santiago.

## Géographie

### Situation

Localisation de Renca (en rouge) au sein de l'agglomération de Santiago.

La commune s'étend sur 24 km2 dans le nord-ouest de la capitale Santiago. Son territoire comprend au nord un ensemble de collines culminant à 906 m au cerro Renca. 

## Histoire
La commune de Renca est officiellement créée par un décret du ministre de l'Intérieur en date du 24 décembre 1891, cependant elle entre en vigueur quand la première municipalité se réunit le 6 mai 1894.
Lors des émeutes d'octobre 2019 à Santiago, cinq personnes trouvent la mort lors du pillage d'une fabrique de vêtements.

## Population et société

### Démographie
en 2017, la population s'élevait à 147 151 habitants pour une densité de 6 350 hab./km².

## Politique et administration
La commune est dirigée par un maire et huit conseillers élus pour un mandat de quatre ans. Les dernières élections ont eu lieu les 26 et 27 octobre 2024.

## Transports
La commune est longée par l'autoroute Costanera Norte qui dessert les quartiers nord de la capitale. Elle est desservie par  le réseau d'autobus Red de l'agglomération de Santiago. La future ligne 8 du métro de Santiago devrait aussi desservir la commune.